# Strikeforce: Four Men Enter, One Man Survives
Strikeforce: Four Men Enters, One Man Survives (também conhecido como Strikeforce Tournament Series) foi um evento de artes marciais mistas promovido pelo Strikeforce em parceria com o bodogFight. Aconteceu em 16 de novembro de 2007 no HP Pavilion em San Jose, California. O evento foi transmitido ao vivo no Yahoo! Sports

## Regras do Torneio
O torneio foi de quatro lutadores, torneio de eliminação. Cada luta era de dois rounds de cinco minutos, com um terceiro round no caso de empate.

## Resultados do Torneio de Médios
|  | Semifinals     | Semifinals      | Semifinals    |                 |        | Final          | Final | Final |  |
|  |                |                 |               |                 |        |                |       |       |  |
|  | Brasil         | Jorge Santiago  | KO            |                 |        |                |       |       |  |
|  | Brasil         | Jorge Santiago  | KO            |                 |        |                |       |       |  |
|  | Estados Unidos | Sean Salmon     | 1             |                 |        |                |       |       |  |
|  | Estados Unidos | Sean Salmon     | 1             |                 | Brasil | Jorge Santiago | TKO   |       |  |
|  |                |                 |               |                 | Brasil | Jorge Santiago | TKO   |       |  |
|  |                |                 | África do Sul | Trevor Prangley | 1      |                |       |       |  |
|  | Estados Unidos | Falaniko Vitale | África do Sul | Trevor Prangley | 1      | 2              |       |       |  |
|  | Estados Unidos | Falaniko Vitale |               |                 |        |                |       |       |  |
|  | África do Sul  | Trevor Prangley | D             |                 |        |                |       |       |  |

## Ligações Externas
- Site Oficial do Strikeforce
- Site Oficial do bodogFIGHT

1. ↑  Final do Torneio de Médios.
2. ↑  Pelo Cinturão Peso Pesado do Strikeforce.
3. ↑  Semifinal do Torneio de Médios.
4. ↑  Semifinal do Torneio de Médios.
5. ↑  Esguerra golpeou Drumm atrás da cabeça.